# Софиевка (Новобугский район)
Софиевка (укр. Софіївка) — село в Новобугском районе Николаевской области Украины.
Основано в 1809 году. Население по переписи 2001 года составляло 1289 человек. Почтовый индекс — 55632. Телефонный код — 5151. Занимает площадь 3,3 км².

## Местный совет
55632, Николаевская обл., Новобугский р-н, с.Софиевка, ул.Гагарина,3 